# Franz Christoph von Rodt

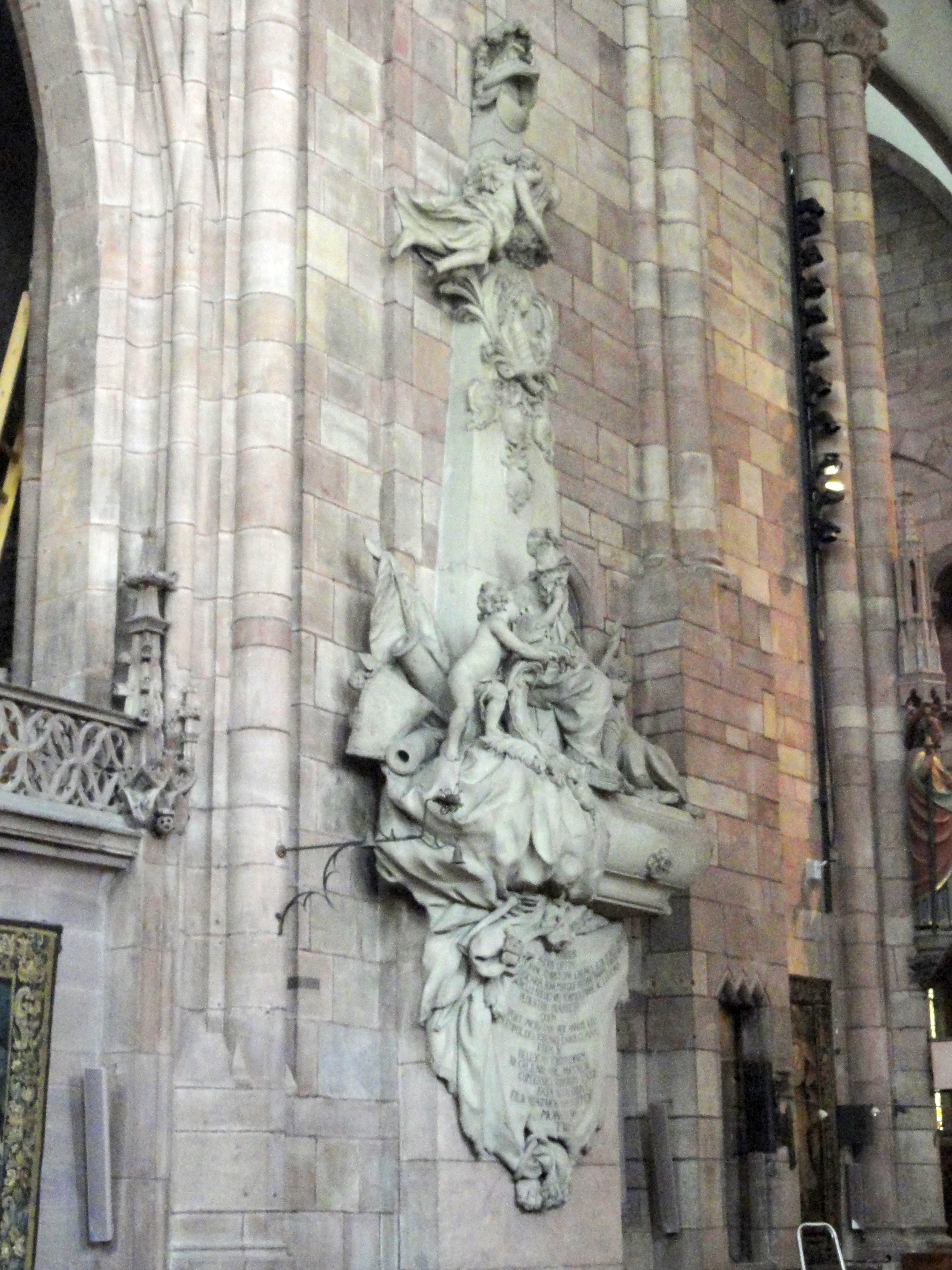
Epitaph im Freiburger Münster

Franz Christoph Joseph Reichsfreiherr von Rodt, Herr zu Bußmannshausen-Orsenhausen und Walpertshofen (* 24. März 1671 in Freiburg im Breisgau; † 21. März oder 4. November 1743 ebenda) war ein österreichischer General und Festungskommandant von Breisach.

## Leben
Franz Christoph von Rodt stammte aus ritterschaftlichem Adel. Er heiratete am 2. Februar 1699 Maria Theresia Benedicte Reichsfreiin von Sickingen zu Hohenburg (* 4. oder 11. Februar 1682; † 9. November 1756 in Konstanz), Tochter von Franz Ferdinand von Sickingen zu Hohenburg. Aus der Ehe stammen vier Söhne, Fürstbischöfe von Konstanz, Franz Konrad von Rodt und Maximilian Christof von Rodt, und die Generäle Christian von Rodt sowie Anton Egbert von Rodt.
1709 wurde er schwäbischer Generalwachtmeister (Generalmajor), 1710 Feldmarschalleutnant. Am 14. Oktober 1716 wurde er zum kaiserlichen Feldmarschallleutnant und am 15. März 1734 zum Generalfeldzeugmeister ernannt. Seit 1728 war er letzter Kommandant der Festung Breisach.
An der Südwand des Chores im Freiburger Münster ist das barocke Grabdenkmal von Franz Christoph von Rodt, geschaffen von Johann Christian Wentzinger, angebracht.

## Ehrungen
- Württembergischer Jagdorden (1718)
- Ritter des markgräflich badischen Hausorden der Treue (1743)